# Pleia
Pleia is een geslacht van uitgestorven weekdieren uit de klasse van de Gastropoda (slakken). Exemplaren van dit geslacht zijn slechts als fossiel bekend.

## Soort
- Pleia cryptocarinata Dell, 1956

## Synoniem
- Cryptofusus cryptocarinatus (Dell, 1956)